# Franklin University
Die Franklin University ist eine private Universität in Columbus, der Hauptstadt des US-Bundesstaats Ohio.
Die Hochschule wurde 1902 als Handelsschule durch die YMCA gegründet. 1933 benannte sie sich in Franklin University um. Seit 1993 bietet sie Graduate-Studiengänge wie den Master of Business Administration an.
Neben dem Hauptcampus in Columbus unterhält die Universität auch Standorte in Indiana, Illinois, Pennsylvania und Wisconsin.

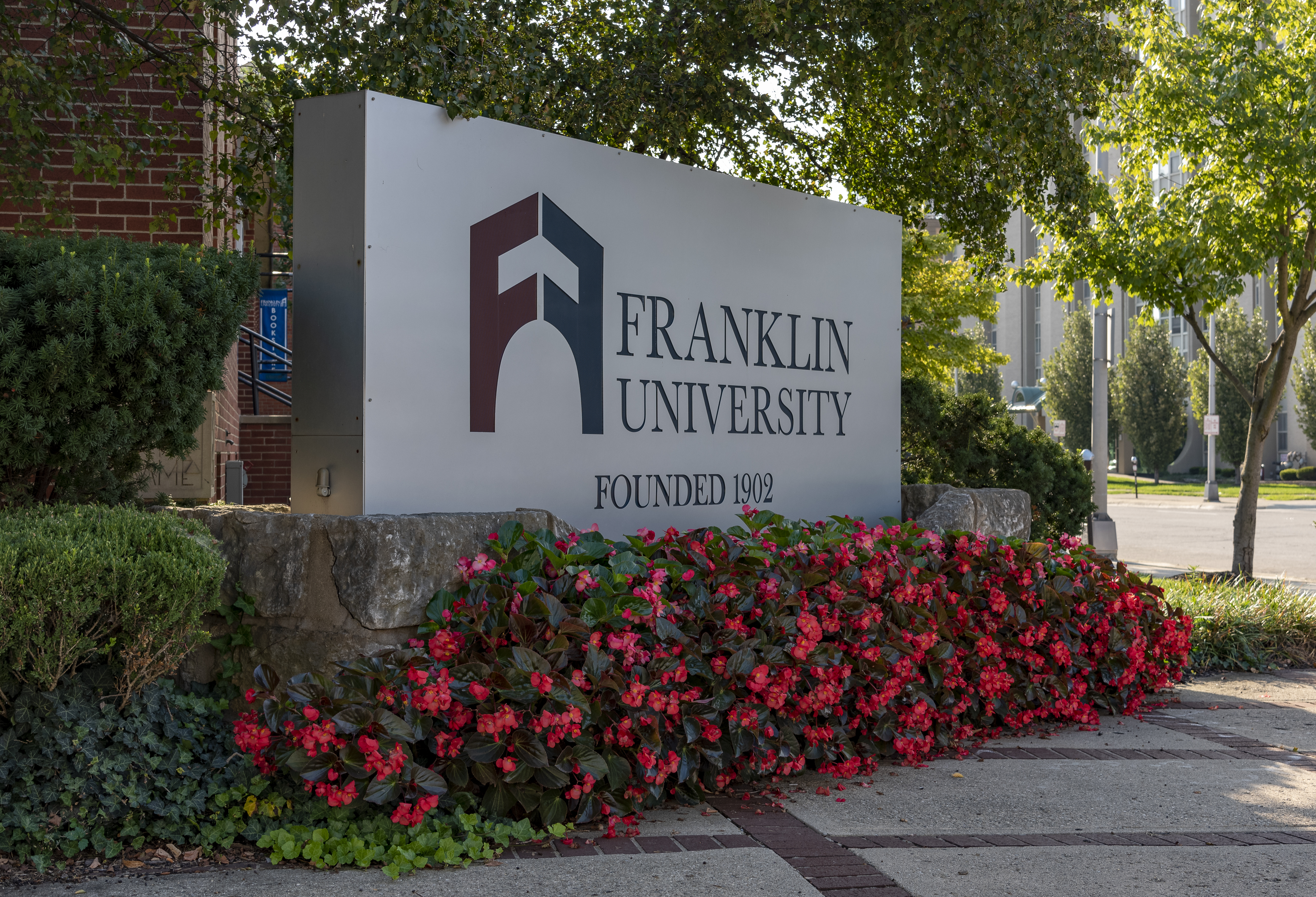
Schild der Franklin University

## Zahlen zu den Studierenden, den Dozenten und zum Vermögen
Im Herbst 2021 waren 6.815 Studierende an der Franklin University eingeschrieben. Davon strebten 4.740 (69,6 %) ihren ersten Studienabschluss an, sie waren also undergraduates. Von diesen waren 60 % weiblich und 40 % männlich; 2 % bezeichneten sich als asiatisch, 16 % als schwarz/afroamerikanisch, 6 % als Hispanic/Latino und 60 % als weiß. 2.075 (30,4 %) arbeiteten auf einen weiteren Abschluss hin, sie waren graduates. Es lehrten 878 Dozenten an der Universität, davon 63 in Vollzeit und 815 in Teilzeit. 2017 waren es etwa 5000 Studierende gewesen.
Der Wert des Stiftungsvermögens der Universität lag 2021 bei 104,2 Mio. US-Dollar und damit 17,9 % höher als im Jahr 2020, in dem es 88,3 Mio. US-Dollar betragen hatte.